# إدي جونسون (لاعب كرة سلة مواليد 1955)
إدي جونسون (بالإنجليزية: Eddie Johnson)‏ مواليد 24 فبراير 1955 في أوكالا، هو لاعب كرة سلة أمريكي سابق. بدأ مسيرته الاحترافية في سنة 1977. تم اختياره من قبل فريق أتلانتا هوكس خلال الدرافت. بلغ طوله 6 قدم 2 بوصة (1.9 م). اعتزل اللعب في 1987. شارك مرتين في مباراة كل النجوم. أحرز خلال مسيرته في الإن بي إيه 10163 نقطة بمعدل 18.3 نقطة في المباراة الواحدة.

## المسيرة الاحترافية
لعب مع أتلانتا هوكس من سنة 1977 إلى 1986، ثم لعب مع كليفلاند كافالييرز في سنة 1986، ثم لعب مع سياتل سوبرسونيكس في سنة 1987.

## روابط خارجية
- إدي جونسون على موقع إن بي أي (الإنجليزية)
- إدي جونسون على موقع سبورتس رفرنس (الإنجليزية)
- إدي جونسون على موقع كلية كرة السلة في سبورتس رفرنس.كوم (الإنجليزية)
- إدي جونسون على موقع ريلجم (الإنجليزية)